# Melanodolius metuendus
Melanodolius metuendus är en stekelart som beskrevs av Henri Saussure 1892. Melanodolius metuendus ingår i släktet Melanodolius och familjen brokparasitsteklar. Inga underarter finns listade i Catalogue of Life.